# Nicolas Racot de Grandval
Pour les articles homonymes, voir Grandval.
Nicolas Racot de Grandval, né en 1676 à Paris où il est mort le 16 novembre 1753, est un compositeur, claveciniste et auteur dramatique français.

## Biographie
Fils du comédien et peintre Daniel Racot de Grandval et de Marguerite Poirier, Nicolas Racot de Grandval se joint dès son jeune âge à une troupe de comédiens ambulants, puis s'établit à Paris, où il rejoint Dancourt à la Comédie-Française. Dans le même temps, il accompagne au clavecin la plupart des divertissements et ballets donnés à Versailles en 1695 et 1696.
Auteur de nombreuses comédies et de quelques tragédies, dont la plupart n'ont pas été imprimées, il compose aussi la musique de plusieurs pièces, notamment pour Dancourt et Marc-Antoine Legrand. Il devient ensuite organiste à Saint-Eustache.
Sa fille Marie-Hortense épousa Charles Botot Dangeville. Son fils Charles-François Racot de Grandval fut également comédien et auteur dramatique.

## Œuvres

### Théâtre
- La Baguette, comédie en 1 acte et en prose, Théâtre-Français, 4 avril 1693
- Le Bourget, comédie en 1 acte et en prose, Théâtre-Français, 23 mai 1697
- Les Trois Gascons, comédie en 1 acte et en prose, Théâtre-Français, 4 juin 1701
- Le Bal d'Auteuil, comédie en 3 actes et en prose, Théâtre-Français, 22 août 1702
- Le Port de mer, comédie en 1 acte et en prose, Théâtre-Français, 27 mai 1704
- Le Diable boiteux, comédie en 1 acte et en prose, Théâtre-Français, 8 octobre 1707
- La Foire Saint-Laurent, comédie en 1 acte et en vers, Théâtre-Français, 20 septembre 1709
- L'Usurier gentilhomme, comédie en 1 acte et en prose, Théâtre-Français, 11 septembre 1713
- Le Prix de l'arquebuse, comédie en 1 acte et en prose, Théâtre-Français, 1er octobre 1717
- Le Camp de Porché-Fontaine, comédie en 1 acte et en prose, Théâtre-Français, 9 octobre 1722
- Les Réjouissances publiques, ou le Gratis, comédie en 1 acte et en prose, Théâtre-Français, 18 septembre 1729
- Le Divorce, ou les Époux mécontents, comédie en 3 actes et en vers avec prologue, Théâtre-Français, 29 avril 1730
- Le Mari curieux, comédie en 1 acte et en prose, Théâtre-Français, 17 juillet 1731
- Les Acteurs déplacés, comédie en 1 acte et en prose avec prologue, Théâtre-Français, 14 octobre 1735
- Le Consentement forcé, comédie en 1 acte et en prose, Théâtre-Français, 13 août 1738
- Ésope au Parnasse, comédie en 1 acte et en vers, Théâtre-Français, 14 octobre 1739
- Amour pour amour, comédie en 3 actes et en vers avec prologue, Théâtre-Français, 16 février 1742
- La Fête d'Auteuil, ou la Fausse méprise, comédie en 3 actes et en vers libres, Théâtre-Français, 23 août 1742
- Zénéïde, comédie en 1 acte et en vers, Théâtre-Français, 13 mai 1743
- L'Algérien, ou les Muses comédiennes, comédie-ballet en 3 actes et en vers avec prologue, Théâtre-Français, 15 septembre 1744
- Le Quartier d'hiver, comédie en 1 acte et en vers, Théâtre-Français, 4 décembre 1744
- L'Étranger, comédie en 1 acte et en vers, Théâtre-Français, 9 août 1745
- Les Souhaits pour le roi, comédie en 1 acte et en vers libres, Théâtre-Français, 30 août 1745
- Persiflès, tragédie en 4 actes et en vers, Versailles, Théâtre des Petits cabinets, 20 décembre 1747
- Agate, ou la Chaste princesse, tragédie, 1756
- La Chauve-souris du sentiment, comédie en un acte, s. d.
- Le Pot de chambre cassé, tragédie pour rire ou comédie pour pleurer, dédiée à un habitant de l'autre monde, avec un discours préliminaire sur l'excellence des nouvelles découvertes en poésie, représentée pour la première fois à Ridiculomanie, capitale du grand royaume de Bavardise, à l'occasion du mariage du génie Pompon et de la fée Clinquantine, le 12 de la lune du verseau, remise au théâtre le 19 de la lune de l'écrevisse, l'an 30 depuis le renouvellement de l'ortographe, s. d. Attribuée aussi à Sulpice-Edme Gaubier de Barrault.

### Musique
- Cantate Rien du tout (Emile Renard)
- Essai sur le bon goust en musique, 1732. Réédition : Genève et Paris, Minkoff, 1992.

### Varia
- Le Vice puni, ou Cartouche, poème héroïcomique, avec un lexique argot-français, 1725 [1723 par erreur de Barbier 1822 reprise dans Quérard 1829], puis un lexique français-argot dès certaines éditions de 1725 ou 1726 (voir Denis Delaplace, L'argot dans Le Vice puni, ou Cartouche de Grandval, Paris, Classiques Garnier, coll. « Classiques de l'argot et du jargon, 8 », 2014, 365 p.  (ISBN 978-2-8124-3137-1)
- Le Vice puni, ou Cartouche, Paris, Veuve Demoraine et Boucquin, 1827 (réédition très infidèle aussi bien pour le contenu du poème que pour les dictionnaires argot-français et français-argot ; voir sur Gallica Texte en ligne de cette réédition de 1827)
- Almanach des proverbes augmenté pour 1746. Composé par Cartouchivandeck, 1746

## Discographie
- La Matrone d'Éphèse, cantate, Dominique Visse, contre-ténor, Café Zimmermmann. CD Alpha 2009
- Cantates Sérieuses & Comiques : Rien du tout, Grégoire, Ixion, L'Impatient, Béatrice Mayo-Felip (soprano), Paul-Alexandre Dubois (basse), Jean-Yves Ravoux (haute-contre), Ensemble Almazis, dir. Iakovos Pappas, CD ARN 68548 2001.